# Pozemní stavby (budovy)
Pozemní stavby jsou soubor budov nacházejících se v ústeckých ulicích Velká hradební a Dlouhá v samotném centru města. Stavba proběhla v letech 1974–1977 dle projektu architektů z Krajského projektového ústavu Rudolfa Bergra, Míti Hejduka a Jiřího Drtikola. Název je odvozen od původního užitý objektu, který dříve sloužil jako sídlo podniku Pozemní stavby. V současnosti je v jižní straně objektu finanční úřad, severní je pronajímán na kanceláře, byty a komerční prostory.

## Popis
Jedná se o dvě budovy o čtvercovém půdorysu. Jižní budova směrem do Mírového náměstí je čtyřpatrová, severní je pak o čtyři patra vyšší. Jelikož je objekt v mírném svahu, je okolí objektů vyrovnáno do roviny tak, že budova níže má až druhé nadzemní přízemí a okolí tvoří pochozí terasu. Ta funkčně navazuje i na další budovy v okolí konkrétně sídlo krajské samosprávy.
Fasáda se v původní podobě dochovala jen u spodního objektu, protože horní-vyšší byl v roce 2019 přepláštěn. Je tvořena pruhy obdélníkových hliníkových oken, která obepínají v patrech budovu kol do kola. Tyto pruhy jsou pak vertikálně přerušeny pásy pohledového svisle vrubovaného betonu. Předposlední patro je tvořena dovnitř vsazenou pergolou a poslednímu patru vévodí silnější pruh pohledového betonu, kde je na každé straně pás oken jdoucí pouze do tří čtvrtin každé strany. Tyto okna mají výrazné ostění vystupující směrem z budovy.
U nově opláštěné budovy došlo k výrazné redukci původního vzezření, které zůstalo zachováno jen ve tvaru předposledního a posledního patra. Jinak jsou pruhy oken zredukovány na skupiny dvojoken oddělené od sebe výrazně barevným opláštěním. Obdélné svisle orientované cembritové desky bílé, šedé, tmavošedé, černé a oranžové jsou na přeskáčku umístěné po celé budově. Opláštění prstence posledního patra je celo-tmavě šedé, ostění pásu oken je pak oranžové.
Původně byly interiéry bohatě dekorovány uměleckými díly. Například v horní stavby byly ve vstupní hale sloupy s otočnými keramickými prvky od Milana Žofky. Ta však byla při rekonstrukci v roce 2019 odstraněna a umístěna do muzea.

## Galerie

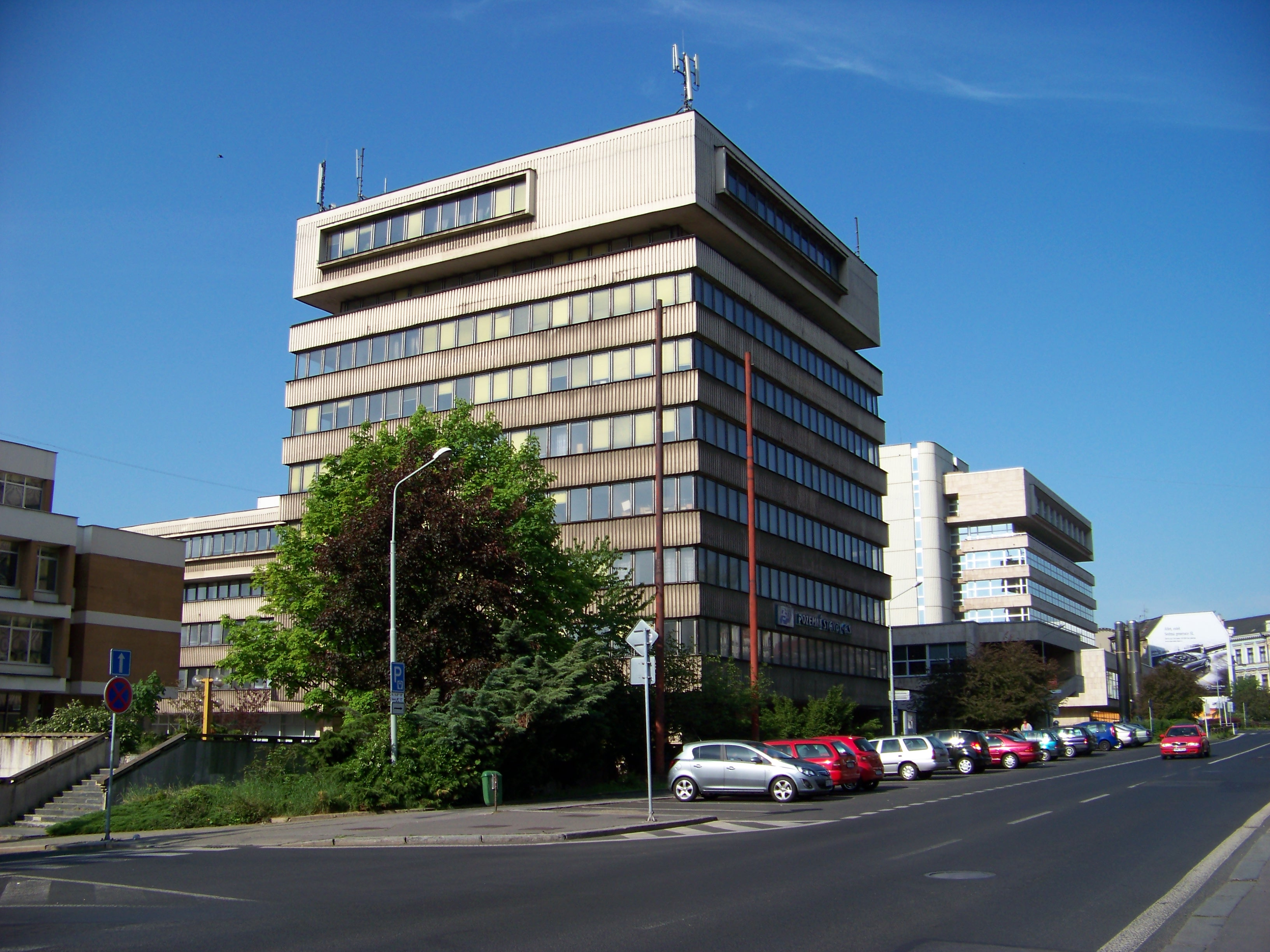
Vyšší budova v roce 2012
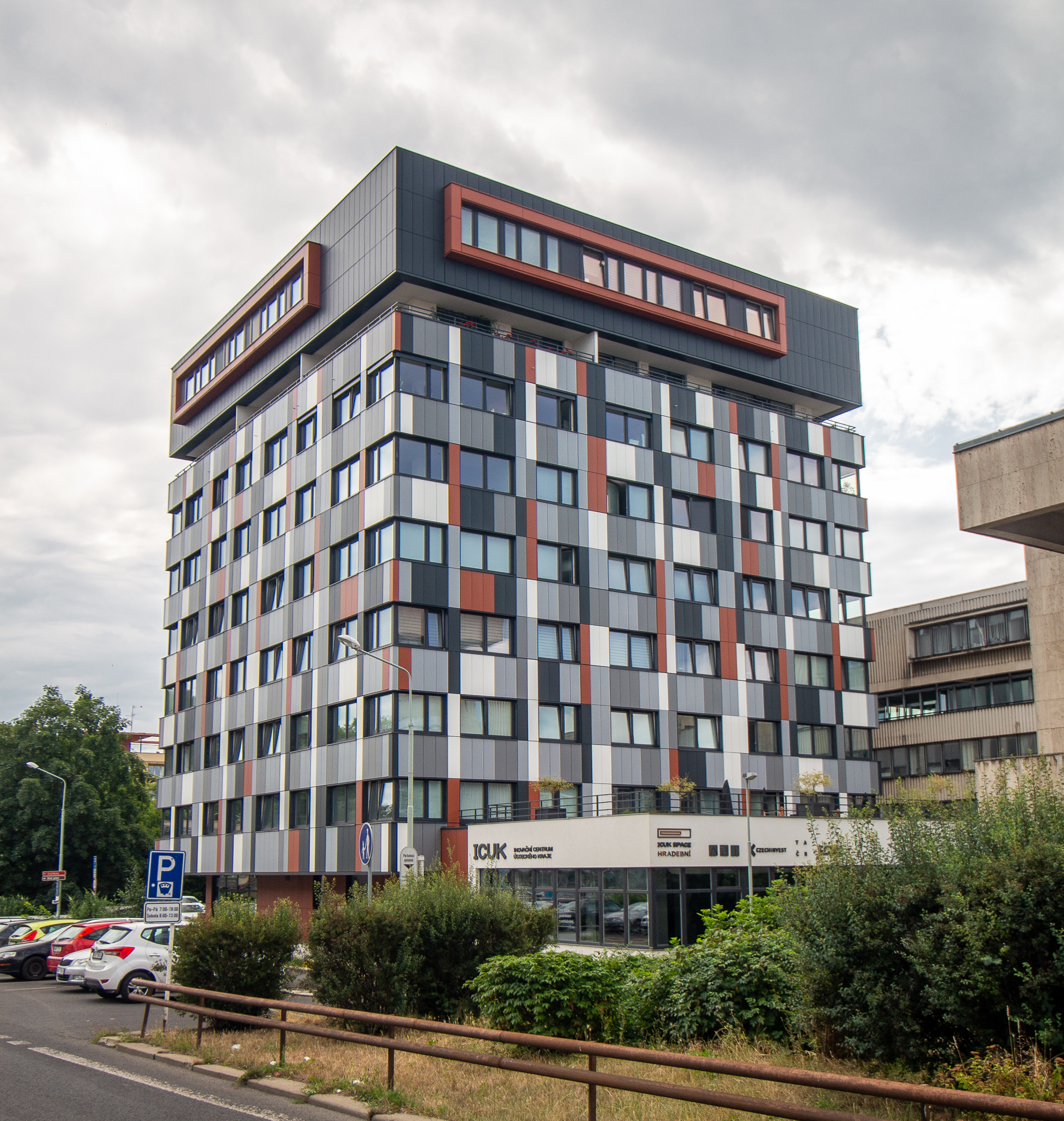
Vyšší budova Inovačního centra Ústeckého kraje v roce 2023
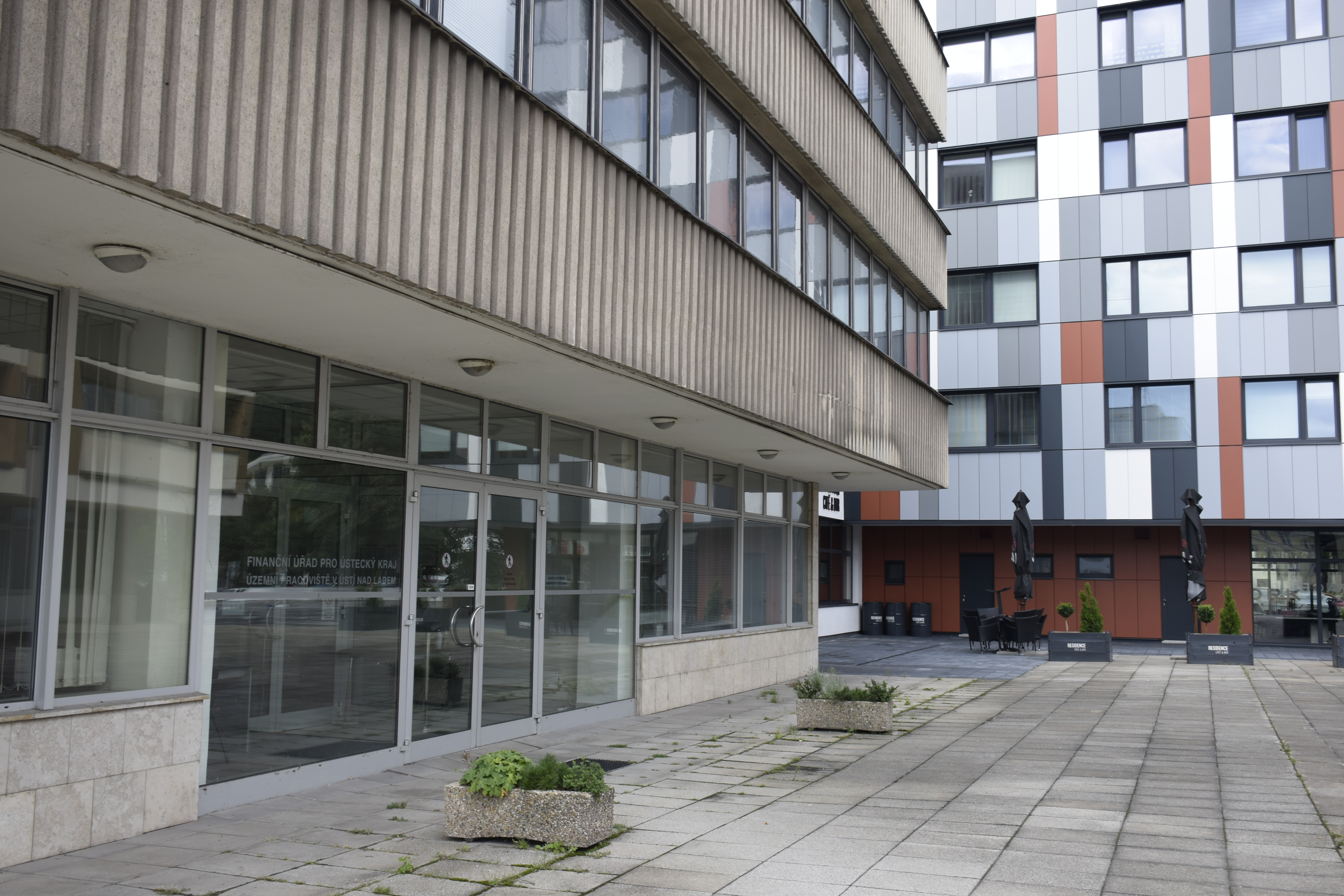
Vyvýšené přízemí spojující bezbariérově obě budovy
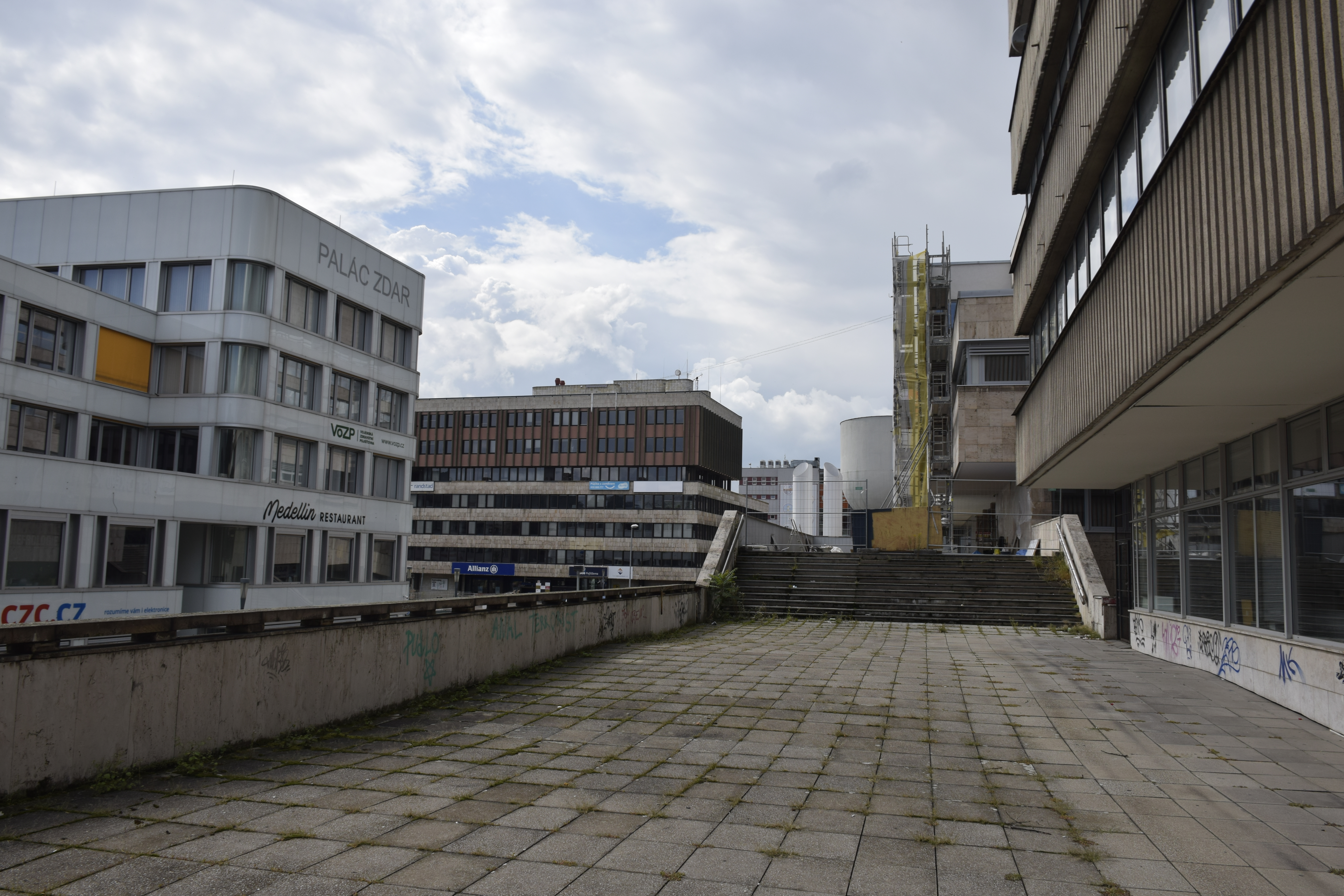
Návaznost na sídlo krajského úřadu – vpravo nahoře
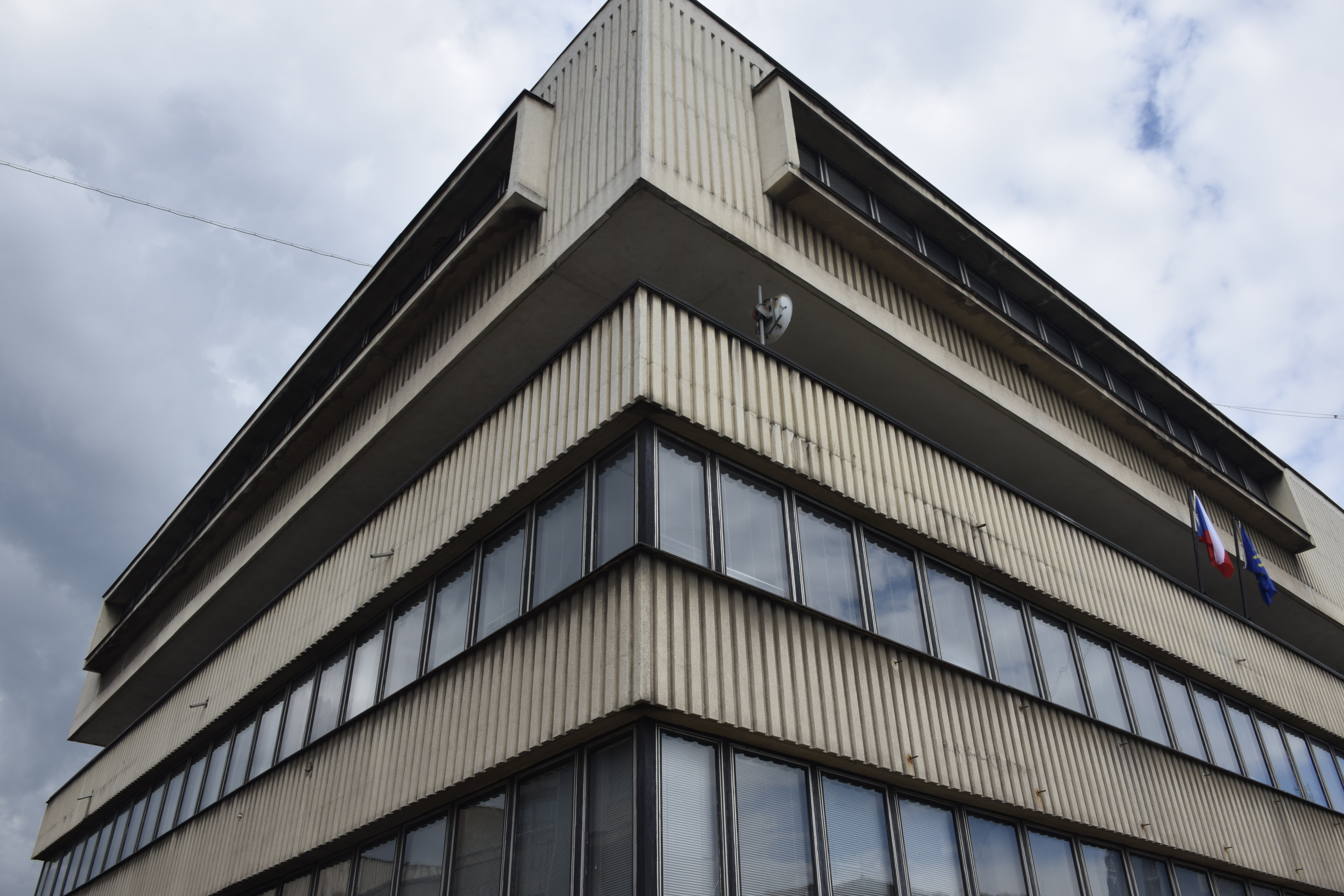
Roh nižší budovy
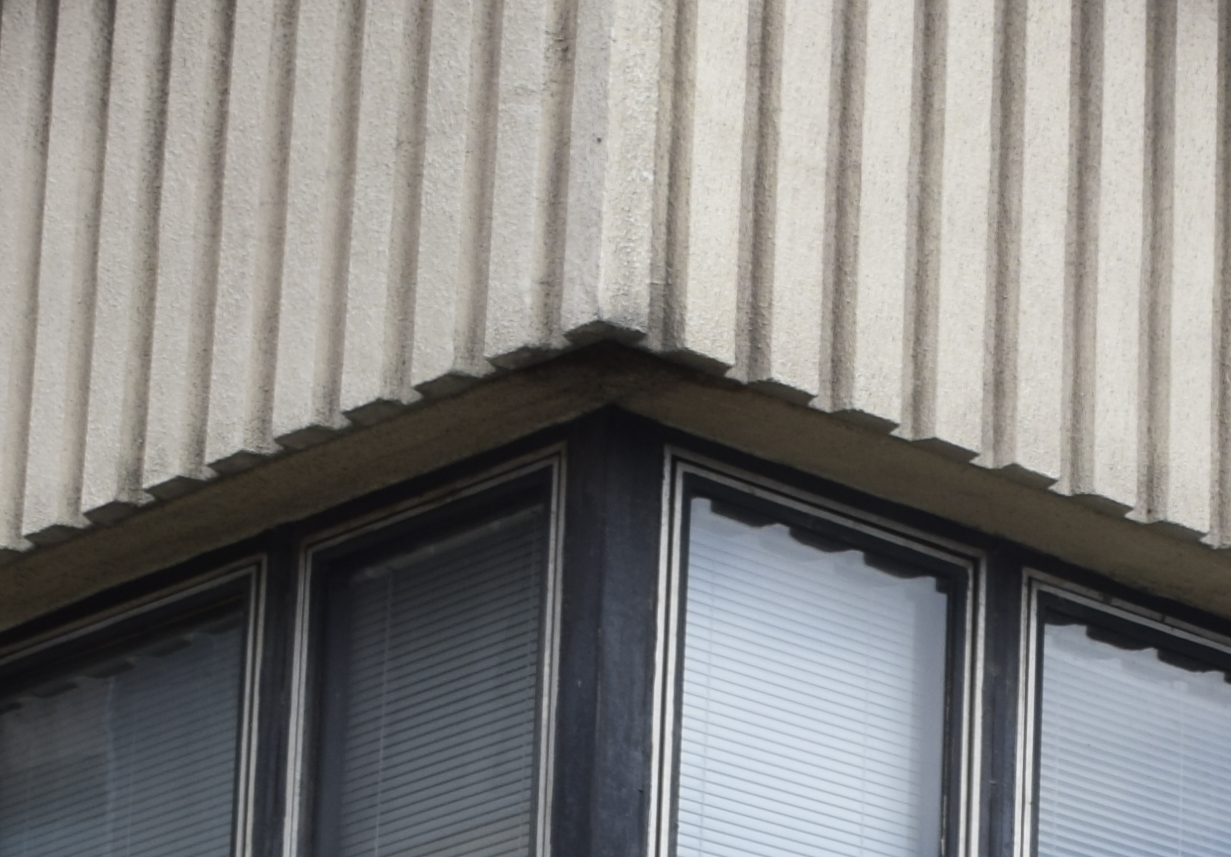
Detail fasády – pohledový beton s hliníkovými okny